# Balbinus
Decimus/Decius Caelius Calvinus Balbinus (n. 178 d.Hr. – d. 29 iulie 238 d.Hr., Roma, Imperiul Roman), cunoscut sub numele de Balbinus, a fost un împărat roman împreună cu Pupienus în 238, pentru două luni. El este unul dintre împărații din perioada denumită Anul celor șase împărați.

## Origini și carieră
Se spune că Balbinus ar fi descendent din Publius Coelius Balbinus Vibullus Pius, consul ordinar în 137. Dacă această legătură este adevărată, Balbinus mai era înrudit și cu Quintus Pompeius Falco, om politic de vază din secolul II, precum și cu inginerul și autorul din secolul I d.Hr., Frontinus. Balbinus era patrician din naștere, fiul (natural sau adoptiv) al lui Caelius Calvinus, legatus în Cappadocia în 184. Conform lui Herodian, Balbinus a guvernat mai multe provincii, iar "Historia Augusta", pe lângă șapte provincii guvernate, mai spune că Balbinus a mai fost proconsul în Asia și Africa. Dar majoritatea funcțiilor ocupate s-au dovedit a fi inventate.

## Domnie
După ce Gordian I și Gordian al II-lea s-au declarat împărați în Africa, Senatul, care-i sprijinea pe gordieni, a creat un colegiu de douăzeci de oameni, printre care și Balbinus, care avea funcția de a contracara acțiunile împăratului detronat, Maximin Tracul. La aflarea veștii morții celor doi Gordieni în Africa, Senatul s-a întrunit la Templul lui Jupiter, unde a ales doi noi împărați, pe Balbinus și pe Pupienus. Cei doi au fost nevoiți să-l adopte și să-l ridice la rangul de Caesar pe Gordian al III-lea, nepotul lui Gordian I. În timp ce Pupienus s-a dus la Ravenna pentru a-l înfrânge definitiv pe Maximin, Balbinus a rămas la Roma, unde a scăpat de sub control situația. Când Pupienus s-a întors, Balbinus l-a acuzat că vrea să preia singur tronul. Cei doi împărați s-au mutat în capete diferite din palat. Acest lucru a favorizat asasinarea lor, pe 29 iulie 238, de către garda Pretoriană, nemulțumită de împărații puși de Senat. În locul lor, pe tron a venit Gordian al III-lea.

## Sarcofagul lui Balbinus
Balbinus, împreună cu soția sa (al cărui nume este necunoscut), au fost puși după moarte într-un sarcofag, comandat special de împărat. Sarcofagul a fost găsit în fragmente pe Via Appia, fiind singurul sarcofag descoperit până acum din epoca imperială romană.